# Computación afectiva
La computación afectiva es una rama del estudio y desarrollo de la inteligencia artificial que hace referencia al diseño de sistemas y dispositivos que pueden reconocer, interpretar y procesar emociones humanas.
La interacción afectiva intenta emular la interacción entre personas combinando tanto el lenguaje corporal (gestos, distancia, postura, expresividad en general) con el lenguaje verbal (palabras).